# Cyrtostylis reniformis
Lan muỗi mắt thường (danh pháp hai phần: Cyrtostylis reniformis) là một loài lan bản địa Úc.

## Hình ảnh

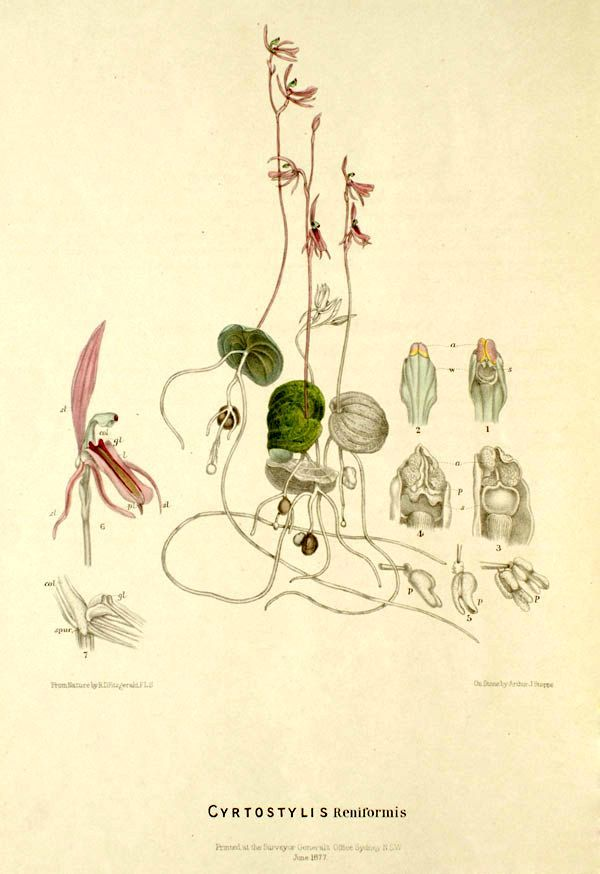